# Parafia św. Faustyny Kowalskiej w Groszowicach
Parafia św. Faustyny Kowalskiej w Groszowicach – rzymskokatolicka parafia należąca do dekanatu Radom-Północ w diecezji radomskiej.

## Historia
- Punkt katechetyczny w Groszowicach został wybudowany w latach 1982–1984 staraniem ks. Zygmunta Lewińskiego, proboszcza parafii Jedlni Letnisko. Poświęcił go 9 listopada 1984 bp Stanisław Sygnet. Wkrótce, bo od roku 1989, powstała tu dojazdowa placówka duszpasterska z parafii macierzystej Jedlni Letnisko. Parafia została erygowana 1 sierpnia 1994 przez bp. Edwarda Materskiego. Kościół murowany, według projektu arch. Andrzeja Czajkowskiego, zbudowano w latach 1995–1997 staraniem ks. Wojciecha Wańka. Poświęcenia w stanie surowym dokonał 21 marca 1997 bp Edward Materski, a dwa lata później, 1 sierpnia 1999 dokonał konsekracji świątyni. Kościół jest trójnawowy, wzniesiony z czerwonej cegły.

## Zasięg parafii
Do parafii należą wierni z miejscowości: Antoniówka (nr 321–342), Groszowice, Myśliszewice i Dawidów.

## Proboszczowie
- od 1994 - ks. kan. Wojciech Waniek